# Saussignac (Weinbaugebiet)

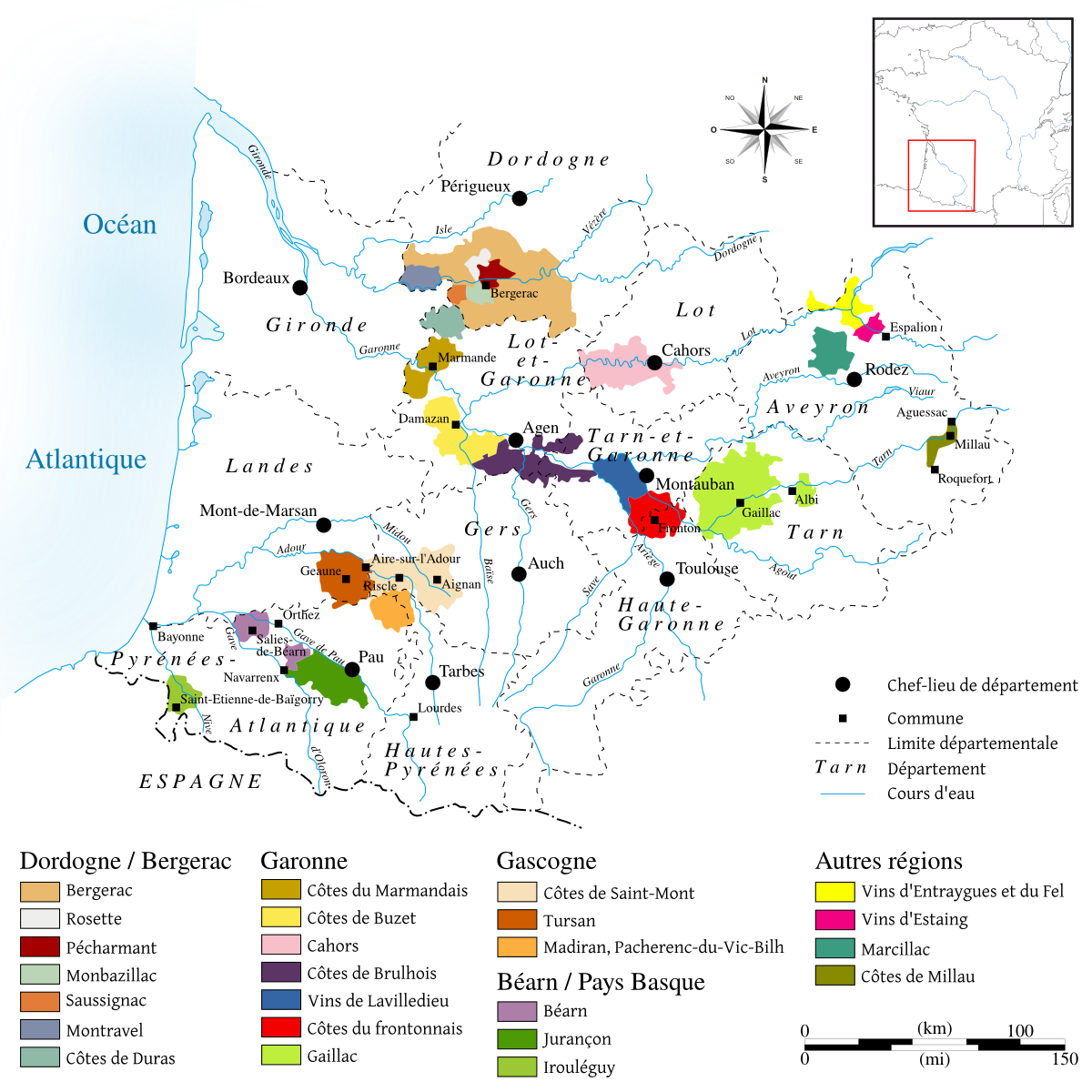
Die Weinanbauregion Sud-Ouest

Die Appellation Saussignac liegt eingebettet in das Weinbaugebiet Bergerac der Weinbau-Region Sud-Ouest. Obwohl bereits der französische Dichter François Rabelais (1494–1553) dem Wein von Saussignac in seinem berühmtesten Werk Gargantua und Pantagruel durch den Hauptakteur Pantagruel ein Denkmal gesetzt hatte, erlangte Saussignac erst am 28. April 1982 den Status einer Appellation d’Origine Contrôlée. Die Weinberge innerhalb der Gemeinden Gageac-et-Rouillac, Monestier, Razac-de-Saussignac und der namensgebenden Gemeinde Saussignac umfassen maximal 100 Hektar Rebfläche. Im Jahr 2005 betrug die Produktion lediglich 771 Hektoliter bei deklarierten 49 Hektar. Im Regelfall liegt der Hektarertrag bei bis zu 30 hl/ha.

## Klima und Boden
Die Region um Bergerac unterliegt einem starken ozeanischen Einfluss mit milden Wintern. Besonders starke Niederschläge fallen im Frühjahr und Spätherbst. Die Sommer sind dagegen zumeist heiß und trocken. Das Wetter ist oft bis in den November hinein stabil. Im Tal der Dordogne bildet sich häufig Nebel, der die Bildung von Edelfäule begünstigt.
Auf dem orographisch linken Ufer der Dordogne ist Süßwasserkalkstein in Molassesand und Mergel eingebettet. Zusammen bilden sie eine regelrechte „Schichttorte“. Bei gutem Wasserabzug bietet sie gute Bedingungen für die edelsüßen Weißweine von Monbazillac und Saussignac.
|                       | Jan | Feb  | Mär  | Apr  | Mai  | Jun  | Jul  | Aug  | Sep  | Okt  | Nov  | Dez  |   |      |
| Mittl. Tagesmax. (°C) | 9,3 | 11,3 | 14,3 | 16,7 | 20,8 | 24,1 | 27,1 | 27,1 | 23,8 | 18,8 | 12,8 | 10,1 | ⌀ | 18,1 |
| Mittl. Tagesmin. (°C) | 1,3 | 1,8  | 3    | 5,1  | 9,1  | 12,1 | 14,1 | 13,6 | 10,8 | 8,1  | 4,0  | 2,2  | ⌀ | 7,1  |
|                       |     |      |      |      |      |      |      |      |      |      |      |      |   |      |
| Niederschlag (mm)     | 52  | 63   | 42   | 80   | 68   | 73   | 53   | 66   | 79   | 71   | 80   | 82   | Σ | 809  |

| 1,3 |

| 1,8 |

| 3 |

| 5,1 |

| 9,1 |

| 12,1 |

| 14,1 |

| 13,6 |

| 10,8 |

| 8,1 |

| 4,0 |

| 2,2 |

| 1,3 |

| 1,8 |

| 3 |

| 5,1 |

| 9,1 |

| 12,1 |

| 14,1 |

| 13,6 |

| 10,8 |

| 8,1 |

| 4,0 |

| 2,2 |

| N i e d e r s c h l a g | 52  | 63  | 42  | 80  | 68  | 73  | 53  | 66  | 79  | 71  | 80  | 82  |
|                         | Jan | Feb | Mär | Apr | Mai | Jun | Jul | Aug | Sep | Okt | Nov | Dez |

## Wein
Seit 2005 sind als Rebsorten für den Weißwein nur noch Sémillon, Sauvignon Blanc und Muscadelle zugelassen. Die Vorschrift verlangt, dass der Most mindestens 196 Gramm Zucker pro Liter (siehe Mostgewicht) enthält. Der Saussignac ist stets süß; die Restsüße liegt bei mindestens 18 g/l. Unter guten Bedingungen ist er von Edelfäule geprägt. Er darf ausschließlich aus überreifen, handgelesenen Trauben bereitet werden. Der Ertrag darf 50 Hektoliter pro Hektar nicht überschreiten. Die Weine dürfen frühestens sechs Monate nach der Ernte vermarktet werden. Der reiche Wein verfügt über Aromen von Akazien und Pfirsich. Man kann ihn ca. drei bis acht Jahre lang lagern und sollte ihn bei einer Trinktemperatur von acht bis zehn Grad Celsius genießen.

## Bestimmungen

### Rebsorten

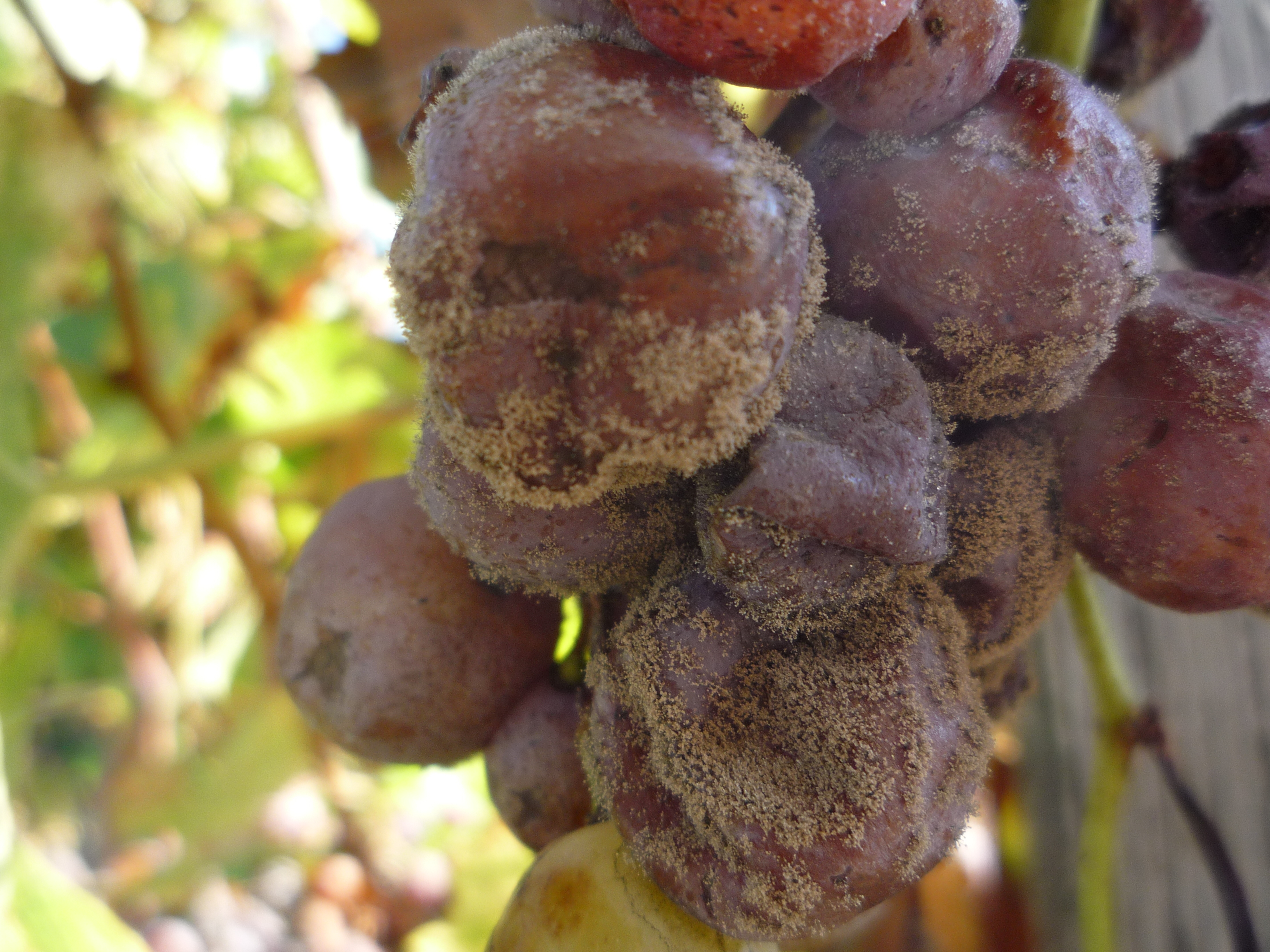
Die Rebsorte Sémillon, von der Edelfäule Botrytis cinerea befallen.

Die Sorte Sémillon ist die Leitrebe der Region. Sie verleiht dem Wein Fülle und Süße. Sauvignon Blanc (oder Sauvignon Gris) gibt dem Weißwein Frucht und Rasse, während Muscadelle dem Saussignac das leichte Muskat-Bouquet verleiht. Die Prozentsätze sind selbstverständlich von Weingut zu Weingut verschieden und können auch von Jahrgang zu Jahrgang leicht variieren. Ergänzend dürfen die Rebsorten Chenin Blanc, Ondenc bzw. Ugni blanc angebaut werden. Ihr Anteil ist allerdings auf 10 % limitiert.

### Anbaubedingungen
Die minimale Pflanzdichte liegt bei 5000 Rebstöcken je Hektar. Der Abstand zwischen zwei Rebstöcken innerhalb einer Zeile liegt bei mindestens 90 Zentimetern.
Als Erziehungsform von Rebstöcken gelten die Gobelet-Erziehung (die local astes genannt wird) oder aber die Guyot-Erziehung. Die Anzahl der nach dem Winterschnitt belassenen Augen liegt bei max. 10.
Die Höhe der Laubwand wird in Funktion des Abstands zwischen den Zeilen bestimmt. Damit wird eine ausreichend große Anzahl Blätter garantiert.
Die Anzahl toter oder fehlender Rebstöcke innerhalb eines Weinbergs sollte die 20 %-Marke nicht überschreiten. Der Ertrag je Hektar wird bei Überschreiten dieser Marke um den gleichen Prozentsatz reduziert. Das Bewässern der Rebflächen ist untersagt.